# Bernhard Middelboe (maler)
 Der er flere personer med dette navn, se Bernhard Middelboe.
Bernhard Ulrik Middelboe (31. marts 1850 i Ribe – 12. november 1931 i København) var en dansk maler, reproduktionstekniker og direktør. Han var bror til søofficeren Christian Giørtz Middelboe, far til fodboldspillerne Kristian, Einar og Nils Middelboe.

## Malerkarriere
Han var søn af toldkasserer, justitsråd Christian Middelboe (1805-1887) og Caroline Christiane Giörtz (1831-1875) og sønnesøn af søofficeren Bernhard Middelboe,
Middelboe blev 1867 sat i lære hos murermester Prahl i København (formentlig Samuel Johan Tycho Brahe Prahl (1834-1880)), og efter at være blevet forberedt af C.V. Nielsen blev han optaget på Kunstakademiet, hvorfra han afgik 1876 efter allerede året i forvejen at have debuteret på Charlottenborg Forårsudstilling med et historisk genrebillede, Mogens Munk tager afsked med Christian II efter at have ladet opsigelsesbrevet ligge i sin handske. Med dette værk konkurrerede han 1875 forgæves til den Neuhausenske Præmie, men i 1877 vandt han præmien for maleriet Ewalds sidste Dag. Sammen med Viggo Johansen, P.S. Krøyer og andre havde han i sommeren 1873 været på studieophold i Hornbæk. 1877 drog han til Paris, hvor han opholdt sig til 1878. Han malede under Léon Bonnat, gjorde en studierejse til Bretagne og omgikkes Laurits Tuxen og Krøyer og boede i begyndelsen af 1878 sammen med Karl Madsen og Holger Drachmann ved Saint-Briac i Bretagne.
Senere var han en halv snes år bosat i Skåne på Flundrarp i Brunnby, hvor han levede som landmand, men vedblev dog at male og udstillede en del portrætter, af hvilke et, marinemaleren Carl Neumann, var foranlediget ved bestilling af udstillingskomiteen. Blandt andre portrætter kan nævnes et af grev Ludvig Holstein-Ledreborg (Ledreborg, Folketinget). Genem ægteskab med med Hilda Horndahl var han indehaver af Rusthallargarden Hotell Arild 1880-1904.

## Pionér inden for reproduktionsteknik
I 1890-91 var Middelboe i Paris for at sætte sig ind i metoden for zinkætsning og flyttede 1891 tilbage til København med hele sin familie.
Middelboe udstillede i mange år på Charlottenborg, men stillede store krav til sig selv som kunstner og følte, at han ikke levede op til sine egne forventninger. Derfor greb han chancen, da bogtrykker Frederik Hostrup Schultz tilbød at starte en reproduktionsanstalt med Middelboe som leder. Middelboe til Paris, hvor han hos firmaet Photogravure Vitou satte sig ind i de nye fotomekaniske reproduktionsmetoder, og efter hans hjemkomst grundlagdes 1891 Bernh. Middelboes Reproduktionsanstalt, som Middelboe blev indehaver af 1897 efter Schultz' død. 1899 omdannedes virksomheden til et aktieselskab under navnet Dansk Reproduktionsanstalt, men 1912 fratrådte Middelboe direktionen og grundlagde et nyt med det oprindelige navn sammen med sin søn Einar Middelboe, der efter faderens død førte virksomheden videre. Einar Middelboe drev den som eneindehaver indtil 1941, da hans søn Steen Middelboe og fire medarbejdere blev optaget som medindehavere.
Bernhard Middelboe blev 1903 valgt til den første formand for Reproduktionsanstalternes Principalforening og blev senere Kemigraflaugets første oldermand.

## Ægteskab
Han blev gift 1. juni 1880 i København med Hilda Horndahl (21. oktober 1852 i Flundrarp, Skåne – 26. marts 1924 på Frederiksberg), datter af skibskaptajn Hans Nilsson Horndahl (1820-1859) og Mathilda Hoberg (1822-1879).
Han er begravet på Holmens Kirkegård.
Middelboe er gengivet i et portrætmaleri af Constantin Hansen (1875-76), afbildet på P.S. Krøyers maleri af malerskolen (Skagens Museum) og Musik i atelieret (1886, Nasjonalgalleriet, Oslo), gentagelse 1887 (Den Hirschsprungske Samling). Tegning af Viggo Johansen. Selvportræt. Fotografier.

## Værker
- Mogens Munk tager afsked med Christian II (1875)
- Ewalds sidste dage (1877, Neuhausens Præmie)
- Fra Montmartre (skitse, 1877)
- En kone der spinder, Bretagne (udst. 1879)
- Efter ballet (udst. 1879)
- I besøg hos bedstemoderen, Skåne (udst. 1880)
- Hoved af en fiskerpige fra Arild (1884)
- Kartoffelopgravning (1884)
- Have ved kunstnerens gård i Flundrarp (1886)
- Kone samler brænde (Foreningen Fremtidens auktion 1887)
- Kone med sovende barn (som forannævnte)
- Tidligt forår, motiv fra Kullen (udst. 1887)
- Udsigt fra Liseleje mod Frederiksværk (udst. 1915)
- Sommerdag ved Arildsläge, Kullen (1920, Museum Sønderjylland, kunstnergaven af 1920)

### Portrætter
- Kunstnerens fader (1879)
- Kunstnerens moder (1880)
- Portræt af fabrikant Theodor Hüttemeier (udstillet 1882)
- Ludvig Holstein-Ledreborg (1883, Ledreborg og Folketinget)
- Carl Neumann (1891, Charlottenborg)
- Tegninger og grafik i Den Kongelige Kobberstiksamling